# لوك برايس
لوك برايس (بالإنجليزية: Luke Price)‏ هو لاعب اتحاد الرغبي بريطاني، ولد في 26 سبتمبر 1995 في نيث ‏ في المملكة المتحدة.